# Seddera pedunculata
Seddera pedunculata là một loài thực vật thuộc họ Convolvulaceae. Đây là loài đặc hữu của Yemen.